# The Master Cracksman
The Master Cracksman é um longa-metragem norte-americano de 1914, do gênero drama, produzido, escrito, dirigido e estrelado por Harry Carey.

## Elenco
- Harry Carey - Gentleman Joe
- E.A. Lock - O tio
- Rexford Burnett - Harold Martin
- Fern Foster - Irmã de Harold
- Marjorie Bonner - Violet Dane
- Gregory Allen
- Juliette Day
- Roland De Castro
- Hayward Mack
- Louis Morrell - Robert Kendall
- William H. Power - Nicholas Moses
- Herbert Russell - Capt. Dan McRae